# Jean-Marie Bockel
Jean-Marie Bockel (ur. 22 czerwca 1950 w Strasburgu) – francuski polityk i samorządowiec, parlamentarzysta, były minister handlu oraz mer Miluzy.

## Życiorys
Uzyskał magisterium z zakresu prawa prywatnego. W latach 70. rozpoczął prowadzenie własnej praktyki adwokackiej. W latach 80. i 90. zasiadał w radzie generalnej Górnego Renu i radzie regionalnej Alzacji. Od 1989 do 2010 sprawował urząd mera Miluzy.
W 1981, 1986 i 1988 uzyskiwał mandat posła do Zgromadzenia Narodowego z ramienia francuskiej Partii Socjalistycznej. Od 1984 do 1986 pełnił funkcję sekretarza stanu przy ministrze handlu i turystyki. 19 lutego 1986 objął urząd ministra tego resortu w gabinecie Laurenta Fabiusa, stanowisko to zajmował zaledwie przez okres miesiąca.
W parlamencie zasiadał do 1993, powrócił do niego w kadencji 1997–2002. Następnie bez powodzenia ubiegał się o reelekcję, przegrywając z kandydatką Unii na rzecz Większości Prezydenckiej. Dwa lata później został wybrany do Senatu z Górnego Renu. Należał do głównych zwolenników wysunięcia przez socjalistów kandydatury Dominique’a Strauss-Kahna w wyborach prezydenckich w 2007, później stanął jednak na czele komitetu poparcia Ségolène Royal w swoim departamencie.
Po zwycięstwie Nicolasa Sarkozy’ego i sukcesie prawicy w wyborach parlamentarnych w tym samym roku, przyjął propozycję objęcia stanowiska w administracji rządowej. W czerwcu 2007 został sekretarzem stanu ds. Frankofonii w drugim gabinecie François Fillona, podlegając ministrowi spraw zagranicznych. Zrezygnował z mandatu senatora i członkostwa w Partii Socjalistycznej, a w listopadzie 2007 założył własną partię polityczną pod nazwą Nowoczesna Lewica, socjaldemokratyczne ugrupowanie wspierające nowego prezydenta. Kierował tą formacją do września 2017.
W marcu 2008 przeniesiono go na stanowisko sekretarza stanu w ministerstwie obrony, powierzając mu sprawy kombatantów. Z rządu odszedł w listopadzie 2010. W grudniu tego samego roku powrócił do piastowania mandatu senatora. Utrzymał go także w 2014 i wykonywał do 2020.